# Evgueni Zamiatine
Evgueni Ivanovitch Zamiatine (russe : Евгений Иванович Замятин), né le 20 janvier 1884 (1er février 1884 dans le calendrier grégorien) à Lebedian, oblast de Lipetsk en Russie et mort le 10 mars 1937  dans le 16e arrondissement de Paris, parfois appelé en français Eugène Zamiatine ou Ievgueni Zamiatine, est un écrivain russe puis soviétique, également ingénieur naval et professeur.
Evgueni Zamiatine connaissait bien les œuvres de H. G. Wells. Son œuvre est constamment animée par une volonté hérétique qui lui vaudra les foudres de la censure des gouvernements tsariste, puis communiste.
Son roman le plus connu, Nous autres (ou Nous), exprime sa déception à l'égard de la révolution d'Octobre. Ce roman de science-fiction est une « dystopie », ou contre-utopie figurant une société totalitaire organisée pour assurer le bonheur de tous, malgré les individus eux-mêmes si nécessaire. Il est souvent présenté comme la source d'inspiration du Meilleur des mondes (1932) d'Aldous Huxley, de 1984 (1949) de George Orwell et d’Un bonheur insoutenable (1970) d'Ira Levin.

## Biographie
Zamiatine est né le 20 janvier 1884 (1er février dans le calendrier grégorien) d'un pope orthodoxe, également maître d'école, et d'une mère musicienne. Il fait ses études au lycée de Voronej, puis étudie la construction navale à l’Institut polytechnique de Saint-Pétersbourg de 1902 à 1908 et rejoint rapidement les bolcheviks.
Il participe à la révolution de 1905, pendant laquelle il rencontre Lioudmila Oussova, étudiante en médecine, avec laquelle il se marie en 1908, mais il est arrêté, puis assigné à résidence à Lebedian. Il tente de rentrer clandestinement à Saint-Pétersbourg, mais doit se réfugier en Finlande. C'est l'époque où il commence à écrire, surtout des nouvelles, d'un style résolument moderne: la première, intitulée Seul, écrite en 1907 (alors qu'il finissait ses études d'ingénieur de construction navale), fait la peinture de la conscience tourmentée d'un étudiant arrêté pour des activités politiques, et enfermé dans une cellule, qui devient un univers fantasmatique, dans lequel le jeune homme perd progressivement le sens du réel. Ses écrits et actions politiques lui valent un nouvel exil en 1911. Ces épisodes d'éloignement lui inspirent Province. À peine rentré à Saint-Pétersbourg après l'amnistie de 1913, la publication d'Au diable vauvert lui vaut les foudres de la censure tsariste et un nouvel exil, en Carélie cette fois.
Muni de son diplôme d'ingénieur naval, il est en Angleterre en 1916 pour superviser la construction de navires brise-glace pour l'Empire russe.
Après la Révolution de Février, il rentre d'Angleterre en septembre 1917 et participe avec enthousiasme au foisonnement littéraire, se réclamant du néo-réalisme. Il participe à de nombreuses revues et publie des classiques étrangers. Professeur de littérature à la « Maison des Arts » de Petrograd aux côtés de Iouri Tynianov et Korneï Tchoukovski, il inspire les « Frères Sérapion », un groupe de jeunes écrivains. Il est alors une personnalité importante de la scène littéraire soviétique.
D'abord bolchevique, Zamiatine quitte le parti en 1917. Il critique aussi les écrivains prolétariens, trop proches du pouvoir politique.
En 1920 paraît La Caverne, un recueil de nouvelles. Son œuvre majeure, le roman Nous autres, écrit en 1920-1921 et publié quatre ans plus tard en langue anglaise, lui apporte la notoriété, même s'il est interdit en URSS. Ce roman et le scandale politico-littéraire qu'il engendre occultent le reste de sa production littéraire. Nous autres inspira à George Orwell le contexte de son roman 1984.
Pour éviter les problèmes de censure, Zamiatine écrit des pièces de théâtre.
Inquiété par la Guépéou à partir de 1922, son nom figure la même année sur une liste d'intellectuels que le gouvernement se prépare à expulser. Des amis étant intervenus contre son gré, il est obligé de rester en Russie. Interdit de publication en 1924, accusé d'antisoviétisme lors d'une violente campagne de presse après la parution de Nous autres à l'étranger, il écrit en 1931, comme Mikhaïl Boulgakov, à Staline, mais uniquement pour obtenir l'autorisation de quitter l'URSS (au contraire de son ami, qui finit par accepter un emploi au Théâtre d'art de Moscou). Requête acceptée grâce à l'appui de Maxime Gorki.
Il quitte l'URSS en 1931 et, après un passage par Berlin, s'installe à Paris en 1932. Zamiatine y écrit encore quelques nouvelles, ainsi que le scénario de l'adaptation cinématographique des Bas-fonds de Gorki par Jean Renoir. Il meurt le 10 mars 1937 d'une angine de poitrine. Il est enterré dans le cimetière parisien de Thiais (21e division). Un mois après sa mort, au cours d'une soirée commémorative, Vladimir Nabokov et Ivan Bounine lurent deux de ses nouvelles.

## Œuvres

### Romans et nouvelles
- Seul (Odin, 1908), traduit par Bernard Kreise, Marseille, Rivages, coll. « Bibliothèque étrangère Rivages » no 16, 1990  (ISBN 2-86930-325-4) ; rééd. Les Belles Lettres, coll. Domaine étranger, Paris, 208 p., 2024  (ISBN 978-2251455372)
- Province (Ostrovitâne (Уездное) (1913), traduit par Catherine Cauvin, Lausanne, L'Âge d'Homme, coll. « Classiques slaves », 1983 (précédé de Les Insulaires) (Traduction en anglais : 'A Provincial Tale' (tr. Mirra Ginsburg, in The Dragon: Fifteen Stories, 1966)
- Au diable vauvert (Na koulitchkakh, 1914), Lagrasse, Verdier, coll. « Poustiaki », 2006 (suivi de Alatyr)  (ISBN 978-2-86432-458-4), dont la traduction en français par Jean-Baptiste Godon a été récompensée par le Prix Russophonie 2007.
- Alatyr (1915), Lagrasse, Verdier, coll. « Poustiaki », 2006 (précédé de Au diable vauvert)  (ISBN 978-2-86432-458-4)
- Les Insulaires (Vezdnoe, 1917), traduit par Françoise Lyssenko, Lausanne, L'Âge d'Homme, coll. « Classiques slaves », 1983 (suivi de Province) ; nouvelle traduction par Marina Berger, Paris, Stalker, 2008  (ISBN 978-2-35695-006-2). Il s'agit d'une satire des mœurs anglaises.
- Le Nord (1918)
- Nous autres (My, 1920), (dystopie), traduit par Benjamin Cauvet-Duhamel, Paris, Gallimard, coll. « L'imaginaire » no 39, 1979  (ISBN 978-2-07-028648-5)
  - Nous, nouvelle traduction par Hélène Henry, Arles, Actes Sud, coll. « Exofictions », 2017, 232 p.  (ISBN 978-2-330-07672-6) ; réédition, Arles, Actes Sud, coll. « Babel » no 1733, 3 février 2021, 240 p.  (ISBN 978-2-330-14322-0)
- La Caverne (Pechtchera, 1920), traduit par Marie-Chantal Masson-Beauchet, Lausanne, L'Âge d'Homme, coll. « Classiques slaves », 1989 (suivi de Le récit du plus important)  (ISBN 978-2-8251-2105-4) ; réédition, Paris, C. Bourgois, coll. « 10/18. Domaine étranger » no 2178, 1991  (ISBN 2-264-01562-4) ; nouvelle traduction par André Markowicz, Malakoff, Solin, 1989 ; réédition, Paris, Seuil, coll. « Points. Nouvelles » no 441, 1991  (ISBN 2-02-012167-0) ; nouvelle traduction par Sophie Benech, Paris, Éditions Interférences, 2017  (ISBN 978-2-909589-36-7)
- Mamaï (1920)
- La Chambre d'enfant (1920)
- Le Pêcheur d'hommes, (Ловец человеков, 1921), recueil de nouvelles, traduit par Bernard Kreise, Marseille, Rivages, coll. « Littérature étrangère », 1989  (ISBN 2-86930-227-4) ; réédition, Marseille, Rivages, coll. « Bibliothèque étrangère Rivages » no 19, 1990  (ISBN 2-86930-337-8) ; rééd. Les Belles Lettres, coll. Domaine étranger, Paris, 208 p., 2024  (ISBN 978-2251455372)
- Russie (1917-1923), Paris, Solin, 1990  (ISBN 978-2-908024-04-3)
- Le Récit du plus important (1924), traduit par Jacques Catteau, Lausanne, L'Âge d'homme, coll. « Petite bibliothèque Slavica », 1971. Étrange court récit à la frontière de la science-fiction et du fantastique.
- L'Inondation (Navodnenie, 1929), traduit par Barbara Nasaroff, Malakoff, Solin, 1989 ; réédition, Paris, Éditions du Seuil, coll. « Points. Roman » no 412, 1990  (ISBN 2-02-012166-2) ; réédition, Arles, Actes Sud, 2005  (ISBN 978-2-7427-5524-0) ; nouvelle traduction de Marion Roman, Paris, Éditions Sillage, 2014  (ISBN 979-10-91896-08-5). Ce court récit a donné lieu en 2018 à l'opéra en deux actes L'Inondation, musique de Francesco Filidei, livret de Joël Pommerat
- Une rencontre (1935)
- Le Fléau de Dieu (Bitch Bojii, 1937), Lausanne, L'Âge d'Homme, 1975  (ISBN 978-2-8251-2107-8) ; réédition, Paris, Éditions Noir sur Blanc, coll. « La bibliothèque de Dimitri », 2021  (ISBN 978-2-88250-603-0) Un long récit historique consacré à la jeunesse d'Attila.

### Théâtre
Dans les années 1920, Zamiatine écrit de nombreuses pièces de théâtre qui lui paraissent moins risquées
.
- Les Feux de la Saint-Dominique (1923)
- La Société des honorables sonneurs (1925)
- La Puce (1925)
- Attila (1928), traduction française de Maxime Lamiroy, accompagnée de cinq articles rédigés par Zamiatine entre 1918 et 1931, éditions Lamiroy, février 2021,  (ISBN 978-2-87595-428-2) ; traduction française de Valentina Chepiga, préface et commentaire scientifique de Tatiana Victoroff, spécialiste d’œuvres de Zamiatine, Vibration éditions, octobre 2021,  (ISBN 978-2-490091-32-4).

### Opéra
Zamiatine contribue au livret de l'opéra Le Nez de Dmitri Chostakovitch d'après Nicolas Gogol (créé en 1930).
Francesco Filidei a créé, en 2019, un opéra de la nouvelle L'Inondation.

### Scénario
- Il écrit le scénario des Bas-fonds pour Jean Renoir (1936).

## Adaptations

### Au cinéma
- 1927 : La Maison dans la neige (Дом в сугробах), film russe réalisé par Fridrikh Ermler, adaptation de la nouvelle La Cave de Zamiatine (1922)
- 1994 : L'Inondation (Navodneniye), film franco-russe réalisé par Igor Minaiev, adaptation de la nouvelle éponyme, avec Isabelle Huppert

### À la télévision
- 1981 : Wir, téléfilm allemand réalisé par Vojtěch Jasný, d'après le roman Nous autres, avec Dieter Laser

## Citations
Dans Nous autres (1920), « Le monde se développe uniquement en fonction des hérésies, en fonction de ce qui rejette le présent, apparemment inébranlable et infaillible. Seuls les hérétiques découvrent des éléments nouveaux dans les sciences, l'art, la vie sociale. Seuls les hérétiques sont l'éternel ferment de la vie. »
Dans son article J'ai peur de 1921, il dit ceci : « J'ai peur qu'il n'y ait pas en Russie de véritable littérature, tant que l'on continuera d'y considérer le demos russe comme un enfant dont il faut préserver l'innocence… Mais si cette maladie s'avère incurable, j'ai peur que la littérature russe n'ait qu'un seul avenir : son passé ! »
Dans sa lettre à Staline, il déclare : « Pour moi, en tant qu’écrivain, être privé de la possibilité d’écrire équivaut à une condamnation à mort. Les choses ont atteint un point où il m’est devenu impossible d’exercer ma profession, car l’activité de création est impensable si l’on est obligé de travailler dans une atmosphère de persécution systématique qui s’aggrave chaque année. »